# نوازنده ویولون (فیلم)
«نوازنده ویولون» (فرانسوی: Le joueur de violon‎) یک فیلم است به کارگردانی Charles Van Damme که در سال ۱۹۹۴ منتشر شد.